# Związki acykliczne
Związki acykliczne – związki organiczne, które nie mają budowy cyklicznej (otwarte łańcuchy węglowe). Do tej grupy nie mogą należeć związki aromatyczne oraz alifatyczne posiadające w swoim łańcuchu pierścień.
Przykładami związków acyklicznych są: metan, kwas octowy czy glutation.